# Großschnabel-Grundfink
Der Großschnabel-Grundfink (Geospiza magnirostris), auch Großgrundfink oder Großer Grundfink genannt ist mit einer Körperlänge von 16 Zentimetern ein mittelgroßer Vertreter aus der Familien der Tangaren.

## Aussehen
Die Weibchen haben ein braunes Rückengefieder mit kurzen schwarzen Streifen, der Bauch ist weiß und mit vielen brauen Tupfen versehen, der Rest des Körpers ist grau. Die Männchen sind am Kopf, dem Rücken und am Bauch völlig schwarz gefärbt. An der Schwanzunterseite ist das Gefieder etwas heller. Die Beine sind schwarz gefärbt. Der große, kräftige und massive Schnabel ist beim Männchen grau, beim Weibchen orange.

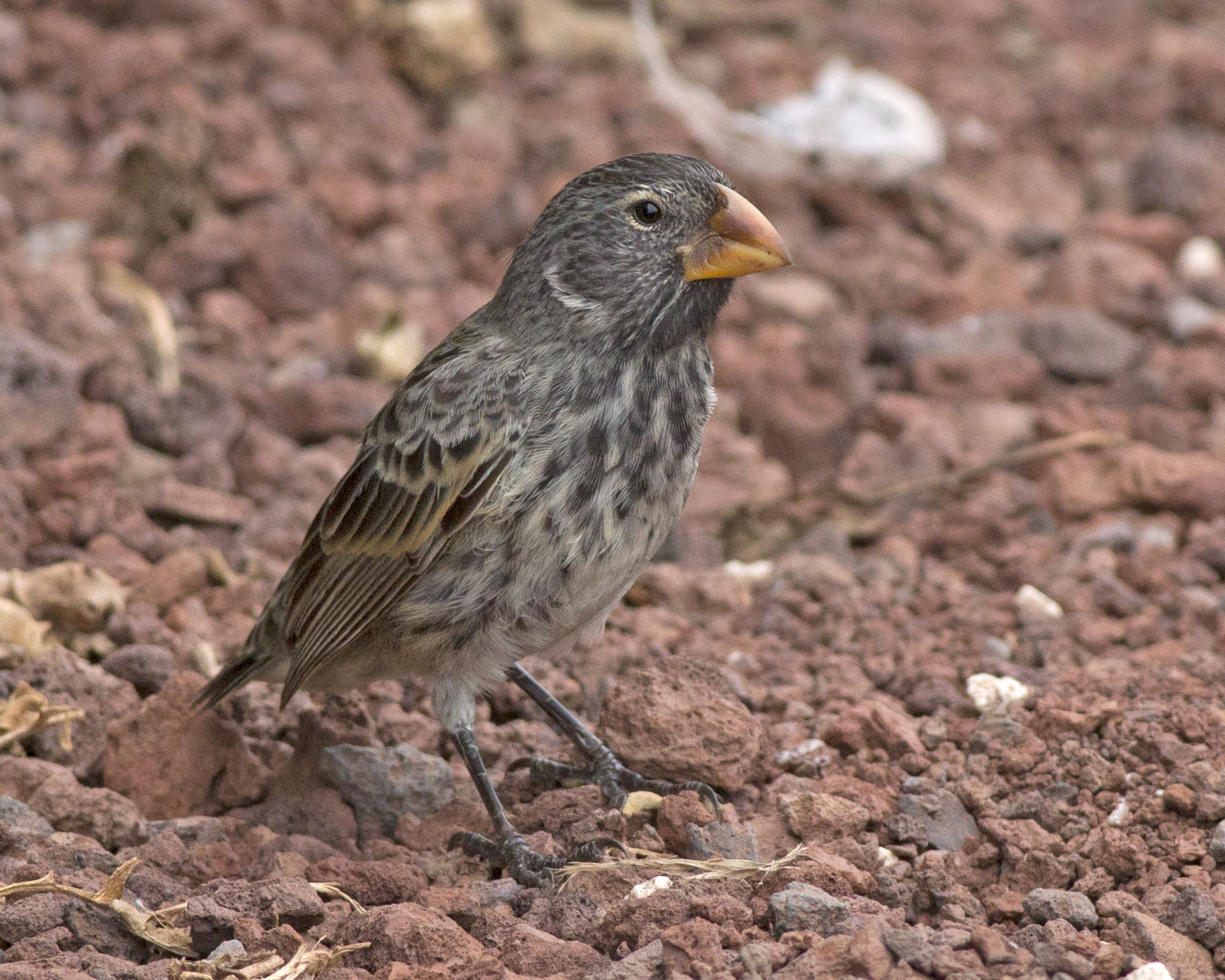
Großschnabel-Grundfink (Weibchen)

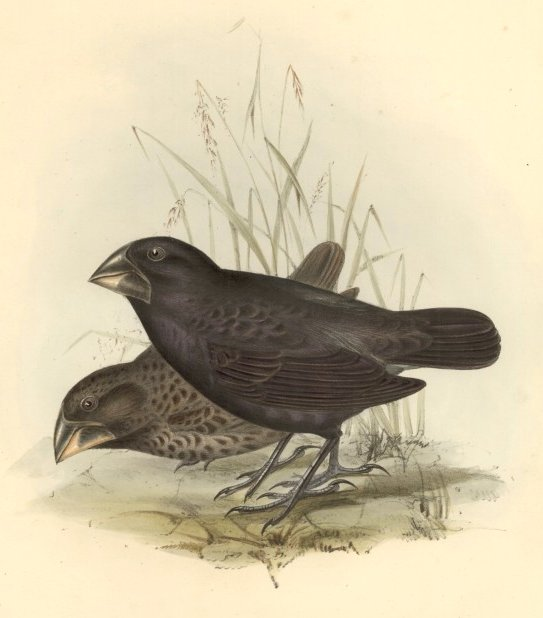
Männchen und Weibchen des Großschnabel-Grundfinks

## Verbreitung und Lebensweise
Diese Art kommt nur auf den Galapagosinseln vor. Dort bewohnen sie die Trockengebiete. Mit ihrem kräftigen Schnabel fressen sie Samen und gelegentlich Insekten.

## Fortpflanzung
In der Fortpflanzungszeit besetzen die Männchen ein Territorium. In diesem baut das Männchen mehrere breite Kuppelnester aus Gräsern, Flechten und Zweigen, die sich auf Kakteen in einer Höhe von 1 bis 9 Metern befinden, um ein Weibchen für die Balz anzulocken. Wenn das Werben erfolgreich ist, baut das Weibchen ein Nest des Männchens aus oder errichtet ein völlig neues Nest. In das Nest legt das Weibchen 2 bis 5 Eier. Nach ca. 12 Tagen schlüpfen die Jungen, welche von den Elternvögeln noch bis zu 2 Wochen im Nest versorgt werden. Wenn die Witterungsbedingungen und das Nahrungsangebot es zulassen, tätigen die Vögel mehrere Gelege im Jahr.

## Gefährdung und Schutzmaßnahmen
Aufgrund ihrer weiten Verbreitung und da für diese Art keinerlei Gefährdungen bekannt sind, stuft die IUCN diese Art als ungefährdet (least concern) ein.